# Sphingonotus radioserratus
Sphingonotus radioserratus är en insektsart som beskrevs av Johnsen 1985. Sphingonotus radioserratus ingår i släktet Sphingonotus och familjen gräshoppor. Inga underarter finns listade i Catalogue of Life.